# Australian Open 2011 - Doppio maschile in carrozzina
Stéphane Houdet e Shingo Kunieda erano i detentori del titolo, ma quest'anno non hanno partecipato insieme.
Houdet ha fatto coppia con Nicolas Peifer e Kunieda con Maikel Scheffers. Kunieda e Scheffers hanno battuto in finale Stéphane Houdet e Nicolas Peifer con il punteggio di 6–3, 6–3.

## Teste di serie
1. Maikel Scheffers /  Shingo Kunieda (campioni)
2. Stéphane Houdet /  Nicolas Peifer (finale)

## Tabellone

### Legenda
| - Q = Qualificato - WC = Wild card - LL = Lucky loser | - ALT = Alternate - SE = Special Exempt - PR = Protected Ranking | - w/o = Walkover - r = Ritirato - d = Squalificato |

### Finali
|  | Semifinali | Semifinali                      | Semifinali                      | Semifinali | Semifinali |  |  | Finale | Finale                          | Finale                          | Finale | Finale |  |
|  |            |                                 |                                 |            |            |  |  |        |                                 |                                 |        |        |  |
|  | 1          | Shingo Kunieda Maikel Scheffers | Shingo Kunieda Maikel Scheffers | 6          | 7          |  |  |        |                                 |                                 |        |        |  |
|  |            | Robin Ammerlaan Stefan Olsson   | Robin Ammerlaan Stefan Olsson   | 3          | 6(2)       |  |  | 1      | Shingo Kunieda Maikel Scheffers | Shingo Kunieda Maikel Scheffers | 6      | 6      |  |
|  |            | Ronald Vink Ben Weekes          | Ronald Vink Ben Weekes          | 2          | 6(5)       |  |  | 2      | Stéphane Houdet Nicolas Peifer  | Stéphane Houdet Nicolas Peifer  | 3      | 3      |  |
|  | 2          | Stéphane Houdet Nicolas Peifer  | Stéphane Houdet Nicolas Peifer  | 6          | 7          |  |  |        |                                 |                                 |        |        |  |